# Fusa Nocta
Fusa Nocta, nombre artístico de Míriam Nares Signes (Gandía, 17 de junio de 1994), es una cantante española. En 2022, fue seleccionada para ser una de las cantantes de la segunda edición del Benidorm Fest, evento celebrado para elegir la candidatura representante de España en el Festival de la Canción de Eurovisión en Liverpool con la canción "Mi familia". En dicho festival, consiguió la octava posición después de que el jurado la valorase con 24 puntos y el voto demoscópico le otorgase 20 puntos.

## Biografía
A los 15 años comenzó a escribir canciones y poemas, para luego participar en 2019 en el reality musical de Telecinco "Factor X", donde consiguió llegar a los cuartos de final.
Ha participado en festivales como Latin Fest (Valencia), Arenal Sound (Burriana), Puro Latino (Cádiz) y Madcool (Madrid).
En el 2022 se convierte en una de las cantantes seleccionadas para participar en la segunda edición del Benidorm Fest 2023, la preselección de España para Eurovisión. De esta manera, Fusa Nocta podría convertirse en la representante de España en Liverpool con la canción "Mi familia", el tema que va a interpretar en Benidorm.

## Discografía
- No Gyals (2018).
- Khalessi (2018).
- Biebi.
- Who's Real.
- En la Ruina.
- Chicochao.
- Desde Abajo .
- Paranoia loca (2019)
- Sola (2019).
- Cupido (2022).
- Dime Que (2022).
- Luz Bajita (2022).
- Mi Familia (2022).
- Ay Ay Ay (2023).
- Mirame (2023).
- Y Solo Tu, remix (2023).
- Lento (2023).
- Instinto Animal  (2024).
- Otra Noche Más (2024).
- Perfume   ft Costa (2024).
- Delivery  (2024).
- To  (2024).